# Alanen

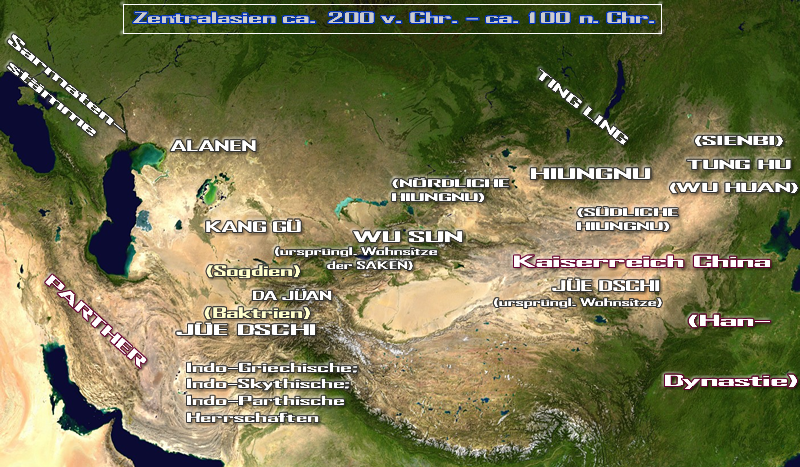
Leefgebied van de Alanen en hun buurvolken in de 1ste eeuw v.Chr.

De Alanen (Grieks: Alanoi, Latijn: Alani, Halani) waren een Iraanse nomadenstam, die deel uitmaakte van het volk der Sarmaten en nauw verwant was aan een andere stam, de Roxolanen. Hun taal behoorde tot de noordoostelijke tak van de Iraanse talen, samen met het Sogdisch en het daarvan afstammende Yaghnobi. Behoudens de Ossetisch sprekende Osseten en een zeer klein aantal Yaghnobi is die tak nu vrijwel uitgestorven.
De naam "Alanen" en alle varianten daarvan, komt uit een Iraans dialect dat "Ariërs" betekent - het woord "aryan" zelf is Sanskriet voor "nobel". Het woord is verwant aan de naam "Iron", waarmee de Ossetische nazaten van de Alanen zichzelf aanduiden. De naam "Osseten" is ontleend aan de Georgische naam voor dat volk "Osi", waar "Oseti" het "land van de Osi" betekende.
Ammianus Marcellinus, Romeins historicus uit de 4e eeuw n.C., beschouwde de Alanen als afstammelingen van de Massageten. Volgens hem  versloegen zij veel volkeren, o.m. Nervii, Vidiani, Geloni en Agathyrisi en assimileerden ze. Hij schreef: "Dus de Alanen . . . hoewel ze ver van elkaar gescheiden zijn en over grote gebieden zwerven, net als nomaden, verenigden zich in de loop van de tijd onder één naam en worden ze Alanen genoemd vanwege de gelijkenis in hun gebruiken, hun woeste manier van leven en hun wapens"." 
Uit de opmerkingen van Ammianus mag men concluderen dat de Alanen een culturele entiteit waren die uit veel volkeren bestond en niet alleen uit een taalkundige of "raciale" groep. 

## Geschiedenis
Oorspronkelijk afkomstig uit het noorden van Kazachstan, vestigden de Alanen zich in de 1e eeuw in de steppe tussen de Dnjepr, de Don en de Oeral, alsmede in de Noord-Kaukasus. In de eeuwen daarna zwierven de Alanen uit over grote delen van Europa, Klein-Azië en Noord-Afrika.

### Inval in Parthië
De Alanen waren een geducht ruitervolk en zij bleken zelfs hun Perzische verwanten op dat punt de baas toen zij in de jaren 72-75 via de Kaukasus Armenië en Atropatene binnenvielen. Zij bleken nauwelijks tegen te houden en namen bijna koning Tiridates I van Armenië ('Trdat' in het Armeens) gevangen. De Parthen deden zelfs - vergeefs - een beroep op de Romeinse buren om hulp. Vespasianus had geen zin in een avontuur en vond de verzwakking van de Parthen niet zo'n slechte zaak. Toen Valakhs II zijn vader opvolgde in 77 liep de invasie al op haar einde, maar voor het Parthische Rijk begon toen een verwarde periode. De Alanen waren bezig zich (beladen met buit en slaven) terug te trekken, hoewel er ook een aantal in Albania en Atropatene achterbleven, waar zij echter al snel assimileerden omdat zij qua taal en cultuur tamelijk verwant waren aan de Perzen. Het Iraanse element in het Kaukasusgebied werd daardoor versterkt. In 135 vielen ze nog eens Armenië binnen.

### Trek naar het westen
Toen een deel van de Alanen zich later aansloot bij de Germaanse stammen, zullen deze ongetwijfeld veel op het gebied van de oorlogvoering te paard van hen hebben kunnen leren. Sommige Alanen trokken verder naar het westen en een deel van hun ruiterij, de Jazygen, werd in 175, nadat zij door Marcus Aurelius in Pannonia verslagen waren, naar Britannia verbannen. Zij vestigden zich in Chester, Ribchester en aan de Muur van Hadrianus. Er zijn door de Jazygen elementen van de zoroastrische en Iraanse mythologie in de Keltische folklore terechtgekomen.

### Invallen in het Romeinse Rijk
Omstreeks 370 werden de Alanen overweldigd door de Hunnen. Ze vielen uiteen in verschillende groepen, van wie sommigen naar het Westen vluchtten. Op 31 december 406 bevond zich een grote groep Alanen aan de oostelijke oever van de Rijn ter hoogte van Mainz. Een gedeelte onder leiding van Respendial sloot zich aan bij de Vandalen en Sueven die Gallië binnenvielen en nadien naar Romeins Spanje. Een ander deel van de Alanen, onder leiding van Goar, trad in Romeinse dienst als foederati. Vijf jaar later zouden deze Alanen samen met de Bourgonden de usurpator Iovinus steunen. Volgens Paulinus van Pella werd er een overeenkomst over grondverdeling gesloten tussen de Gallo-Romeinen en de Alanen (de Wisigoten kregen kennelijk géén grond in Gallië). Paulinus beschreef de wig die ontstond tussen de "barbaarse" Wisigoten en de "vredelievende" Alanen, in unie met Rome na het beleg van Bazas, bij Bordeaux. De gronden van de Alanen waren in Zuid-Gallië gelegen in de boog Bordeaux-Toulouse-Narbonne. Deze Alaanse zone was mogelijk een gewapende bufferzone van de Gallo-Romeinen tegen de Visigoten. De naam van sommige Zuid-Franse steden zou verwijzen naar Alaanse grondbezitters: Alan, Alaigne, Lanet, Lansac en Alénya in de Pyrénées-Orientales.
De groep die in Spanje belandde kon hier, door afwezigheid van de Romeinse leger, ongehinderd haar gang gaan. Als sterkste volk onder de nieuwkomers nam het in 411 grote delen van provincies Lusitana en Tarraconensis in bezit.   Tot 418 bestond hier een Alaans koninkrijk, waaraan volgens incourantere theorieën de streek Catalonië (Got-Alanië) haar naam dankt. De komst van een Visigotische leger onder Wallia, dat in opdracht van Constantius III handelde, maakte een einde aan dit rijk.  In 429 sloten deze Alanen zich aan bij de Vandaalse expeditie naar Noord-Afrika. Een eeuw later maakte Justinianus een eind aan het Vandaals-Alaanse koninkrijk bestuurd door koning Gelimer.

### De achterblijvers
De oostelijke tak van de Alanen, die in streken van Oekraïne en aan de voet van de Kaukasus achterbleven bleven onder de heerschappij van de Hunnen. In de vroege middeleeuwen werden ze bekeerd tot het christendom onder Georgische en Byzantijnse invloed. In de achtste eeuw verscheen er in de noordelijke Kaukasus een stabiel Alaans koninkrijk dat zichzelf, volgens historische bronnen, Alanië noemde. Dit koninkrijk lag ruwweg op de plek van het latere Circassië en het huidige Noord-Ossetië-Alanië. Op zijn hoogtepunt was Alanië een centraal geleide monarchie met een grote militaire macht, die profiteerde van de Zijderoute.
In de dertiende eeuw werden tijdens het bewind van de Mongolen de Alanen gedwongen om naar het zuiden te migreren, vanuit de noordelijke Kaukasus in en over het Kaukasusgebergte. Rond 1395 veroverden de troepen van Timoer Lenk de noordelijke Kaukasus en roeiden een groot deel van de Alaanse bevolking uit. De afstammelingen van de Alanen die zich in Kaukasusgebergte konden handhaven staan bekend als de Osseten.